# Pseudocamelina
Pseudocamelina là chi thực vật có hoa trong họ Cải.